# Kevin Fajardo
Kevin Fajardo Martínez (sinh ngày 5 tháng 9 năm 1989) là một hậu vệ bóng đá người Costa Rica who currently plays at A.D. Carmelita.

## Sự nghiệp quốc tế
Anh là một phần của Đội tuyển bóng đá quốc gia Costa Rica tham dự Cúp bóng đá Nam Mỹ 2011, nhưng không ra sân trận nào trong giải đấu.